# Championnats de France de natation en petit bassin 2008
Navigation
Édition 2007 Édition 2009
Les 5es Championnats de France de natation 2008 en petit bassin, se tiennent du 5 au 7 décembre 2008 à Angers.
Initialement prévus à Lyon, c'est finalement la piscine Jean Bouin à Angers qui est le cadre des 34 épreuves de ces Championnats, à la suite du désistement de la capitale rhodanienne.
Programmé quelques jours seulement avant l'ouverture des Championnats d'Europe de natation 2008 en petit bassin (du 11 au 14 décembre 2008 à Rijeka  Croatie), ce rendez-vous annuel de la natation française accueille 430 nageurs (234 hommes et 186 femmes), issus de 130 clubs, dont l'élite des nageurs sélectionnés pour la Croatie.

## Records du monde battus
| Date            | Épreuve          | Nouveau détenteur | Nouveau temps | Ancien détenteur            | Ancien temps  | Date             |
| --------------- | ---------------- | ----------------- | ------------- | --------------------------- | ------------- | ---------------- |
| 6 décembre 2008 | 50 m papillon    | Amaury Leveaux    | 22 s 09       | Matt Jaukovic ( Australie)  | 22 s 50       | 25 octobre 2008  |
| 6 décembre 2008 | 200 m nage libre | Coralie Balmy     | 1 min 53 s 18 | Lisbeth Lenton ( Australie) | 1 min 53 s 29 | 19 novembre 2005 |
| 7 décembre 2008 | 100 m nage libre | Alain Bernard     | 45 s 69 s     | Stefan Nystrand ( Suède)    | 45 s 83       | 17 novembre 2007 |

## Records d'Europe battus
| Date            | Épreuve          | Nouveau détenteur | Nouveau temps | Ancien détenteur               | Ancien temps  | Date             |
| --------------- | ---------------- | ----------------- | ------------- | ------------------------------ | ------------- | ---------------- |
| 6 décembre 2008 | 50 m papillon    | Amaury Leveaux    | 22 s 09       | Johannes Dietrich ( Allemagne) | 22 s 62       | 28 novembre 2008 |
| 6 décembre 2008 | 200 m nage libre | Coralie Balmy     | 1 min 53 s 18 | Laure Manaudou ( France)       | 1 min 53 s 48 | 17 novembre 2007 |
| 7 décembre 2008 | 100 m nage libre | Alain Bernard     | 45 s 69 s     | Stefan Nystrand ( Suède)       | 45 s 83       | 17 novembre 2007 |

## Records de France battus
| Date            | Épreuve          | Nouveau détenteur     | Nouveau temps | Ancien détenteur          | Ancien temps  | Date             |
| --------------- | ---------------- | --------------------- | ------------- | ------------------------- | ------------- | ---------------- |
| 5 décembre 2008 | 100 m brasse     | Sophie de Ronchi      | 1 min 6 s 09  | Anne-Sophie Le Paranthoën | 1 min 7 s 42  | 7 décembre 2007  |
| 5 décembre 2008 | 100 m brasse     | Giacomo Perez-Dortona | 58 s 21       | Hugues Duboscq            | 59 s 05       | 18 janvier 2006  |
| 5 décembre 2008 | 50 m nage libre  | Frédérick Bousquet    | 20 s 86 s     | Frédérick Bousquet        | 20 s 97       | 12 novembre 2008 |
| 5 décembre 2008 | 200 m dos        | Alexiane Castel       | 2 min 3 s 22  | Esther Baron              | 2 min 4 s 08  | 10 décembre 2006 |
| 5 décembre 2008 | 100 m brasse     | Sophie de Ronchi      | 1 min 5 s 56  | Sophie de Ronchi          | 1 min 6 s 09  | 5 décembre 2008  |
| 5 décembre 2008 | 100 m brasse     | Hugues Duboscq        | 58 s 14       | Giacomo Perez-Dortona     | 58 s 21       | 5 décembre 2008  |
| 5 décembre 2008 | 100 m papillon   | Diane Bui-Duyet       | 56 s 86       | Alena Popchanka           | 57 s 55       | 16 décembre 2007 |
| 5 décembre 2008 | 100 m 4 nages    | Camille Muffat        | 1 min 0 s 14  | Sophie de Ronchi          | 1 min 0 s 34  | 7 décembre 2007  |
| 5 décembre 2008 | 100 m 4 nages    | Antoine Galavtine     | 52 s 72       | Antoine Galavtine         | 53 s 07       | 7 décembre 2007  |
| 6 décembre 2008 | 100 m dos        | Camille Lacourt       | 50 s 94       | Benjamin Stasiulis        | 52 s 22       | 8 décembre 2007  |
| 6 décembre 2008 | 200 m brasse     | Sophie de Ronchi      | 2 min 22 s 96 | Coralie Dobral            | 2 min 24 s 98 | 8 décembre 2007  |
| 6 décembre 2008 | 200 m brasse     | Sophie de Ronchi      | 2 min 22 s 90 | Sophie de Ronchi          | 2 min 22 s 96 | 6 décembre 2008  |
| 6 décembre 2008 | 200 m brasse     | Hugues Duboscq        | 2 min 6 s     | Stéphan Perrot            | 2 min 7 s 56  | 8 décembre 2002  |
| 6 décembre 2008 | 50 m papillon    | Diane Bui Duyet       | 25 s 56       | Diane Bui Duyet           | 25 s 57       | 15 novembre 2008 |
| 6 décembre 2008 | 50 m papillon    | Amaury Leveaux        | 22 s 73       | Amaury Leveaux            | 22 s 96       | 15 novembre 2008 |
| 6 décembre 2008 | 50 m papillon    | Frédérick Bousquet    | 22 s 72       | Amaury Leveaux            | 22 s 73       | 6 décembre 2008  |
| 6 décembre 2008 | 50 m papillon    | Amaury Leveaux        | 22 s 29       | Frédérick Bousquet        | 22 s 72       | 6 décembre 2008  |
| 6 décembre 2008 | 200 m nage libre | Coralie Balmy         | 1 min 53 s 18 | Laure Manaudou            | 1 min 53 s 48 | 17 novembre 2007 |
| 6 décembre 2008 | 200 m nage libre | Alain Bernard         | 1 min 43 s 40 | Fabien Gilot              | 1 min 43 s 58 | 23 décembre 2007 |
| 7 décembre 2008 | 200 m papillon   | Aurore Mongel         | 2 min 6 s 27  | Aurore Mongel             | 2 min 7 s 52  | 8 décembre 2005  |
| 7 décembre 2008 | 200 m papillon   | Aurore Mongel         | 2 min 4 s 97  | Aurore Mongel             | 2 min 6 s 27  | 7 décembre 2008  |
| 7 décembre 2008 | 50 m dos         | Camille Lacourt       | 23 s 95       | Benjamin Stasiulis        | 24 s 33       | 9 décembre 2007  |
| 7 décembre 2008 | 50 m dos         | Camille Lacourt       | 23 s 60       | Camille Lacourt           | 23 s 95       | 7 décembre 2008  |
| 7 décembre 2008 | 50 m brasse      | Giacomo Perez-Dortona | 27 s 18       | Hugues Duboscq            | 27 s 19       | 21 janvier 2006  |
| 7 décembre 2008 | 50 m brasse      | Hugues Duboscq        | 27 s 09       | Giacomo Perez-Dortona     | 27 s 18       | 7 décembre 2008  |
| 7 décembre 2008 | 200 m 4 nages    | Camille Muffat        | 2 min 7 s 94  | Camille Muffat            | 2 min 8 s 95  | 9 décembre 2007  |
| 7 décembre 2008 | 100 m nage libre | Alain Bernard         | 45 s 69       | Alain Bernard             | 46 s 28       | 15 novembre 2008 |

## Podiums

### Hommes
| Épreuves   | Or                                       | Or                  | Argent                                 | Argent         | Bronze                                    | Bronze         |
| ---------- | ---------------------------------------- | ------------------- | -------------------------------------- | -------------- | ----------------------------------------- | -------------- |
| Nage libre |                                          |                     |                                        |                |                                           |                |
| 50 m       | Frédérick Bousquet CN Marseille          | 20 s 86 RF RC       | Amaury Leveaux Mulhouse ON             | 20 s 95        | Alain Bernard CN Antibes                  | 21 s 03        |
| 100 m      | Alain Bernard CN Antibes                 | 45 s 69 RM RE RF RC | Amaury Leveaux Mulhouse ON             | 46 s 26        | Fabien Gilot CN Marseille                 | 46 s 33        |
| 200 m      | Alain Bernard CN Antibes                 | 1 min 43 s 40 RF RC | Clément Lefert Olympic Nice Natation   | 1 min 44 s 55  | Kevin Trannoy Olympic Nice Natation       | 1 min 45 s 88  |
| 400 m      | Clément Lefert Olympic Nice Natation     | 3 min 43 s 59 RC    | Nicolas Rostoucher CS Clichy 92        | 3 min 44 s 62  | Sébastien Rouault Mulhouse ON             | 3 min 44 s 68  |
| 1 500 m    | Xavier Leprêtre Canet 66 Natation        | 14 min 50 s 40      | Anthony Pannier CN Braud Saint-Louis   | 14 min 54 s 77 | Nicolas Rostoucher CS Clichy 92           | 14 min 59 s 48 |
| Papillon   |                                          |                     |                                        |                |                                           |                |
| 50 m       | Amaury Leveaux Mulhouse ON               | 22 s 29 RM RE RF RC | Frédérick Bousquet CN Marseille        | 22 s 63        | Antoine Galavtine Lagardère Paris Racing  | 23 s 50        |
| 100 m      | Christophe Lebon CN Anbibes              | 51 s 48             | Romain Sassot Lyon Natation            | 52 s 76        | Cyril Marchant CS Clichy 92               | 53 s 36        |
| 200 m      | Christophe Lebon CN Anbibes              | 1 min 52 s 36 RC    | Romain Sassot Lyon Natation            | 1 min 55 s 36  | Thomas Vilaceca EN Albi                   | 1 min 56 s 97  |
| Dos        |                                          |                     |                                        |                |                                           |                |
| 50 m       | Camille Lacourt CN Marseille             | 23 s 60 RF RC       | Pierre Roger Lagardère Paris Racing    | 24 s 21        | Jérémy Stravius Amiens Métropole Natation | 24 s 42        |
| 100 m      | Camille Lacourt CN Marseille             | 50 s 94 RF RC       | Pierre Roger Lagardère Paris Racing    | 51 s 33        | Jérémy Stravius Amiens Métropole Natation | 52 s 15        |
| 200 m      | Pierre Roger Lagardère Paris Racing      | 1 min 52 s 83       | Camille Lacourt CN Marseille           | 1 min 53 s 85  | Jérémy Stravius Amiens Métropole Natation | 1 min 55 s 59  |
| Brasse     |                                          |                     |                                        |                |                                           |                |
| 50 m       | Hugues Duboscq CN Le Havre               | 27 s 09 RF          | Giacomo Perez-Dortona CN Marseille     | 27 s 22        | Maxime Bussière CN Marseille              | 27 s 89        |
| 100 m      | Hugues Duboscq CN Le Havre               | 58 s 14 RF RC       | Giacomo Perez-Dortona CN Marseille     | 59 s 00        | Maxime Bussière CN Marseille              | 1 min 00 s 29  |
| 200 m      | Hugues Duboscq CN Le Havre               | 2 min 6 s RF RC     | Giacomo Perez-Dortona CN Marseille     | 2 min 08 s 10  | Julien Nicolardot Mulhouse ON             | 2 min 10 s 50  |
| 4 nages    |                                          |                     |                                        |                |                                           |                |
| 100 m      | Antoine Galavtine Lagardère Paris Racing | 52 s 72 RF RC       | Clément Lefert Olympic Nice Natation   | 54 s 70        | Christophe Soulier CN Marseille           | 55 s 37        |
| 200 m      | Christophe Soulier CN Marseille          | 1 min 59 s 93       | Fabien Horth Aqua Club Pontault-Roissy | 2 min 0 s 15   | Arnaud Rondan Nautic Club Nîmes           | 2 min 0 s 69   |
| 400 m      | Nicolas Rostoucher CS Clichy 92          | 4 min 11 s 78       | Anthony Pannier CN Braud Saint-Louis   | 4 min s 35     | Arnaud Rondan Nautic Club Nîmes           | 4 min 16 s 14  |

### Femmes
| Épreuves   | Or                                             | Or                        | Argent                                                                 | Argent        | Bronze                                         | Bronze        |
| ---------- | ---------------------------------------------- | ------------------------- | ---------------------------------------------------------------------- | ------------- | ---------------------------------------------- | ------------- |
| Nage libre |                                                |                           |                                                                        |               |                                                |               |
| 50 m       | Alena Popchanka Lagardère Paris Racing         | 24 s 78                   | Aurore Mongel Mulhouse ON                                              | 25 s 10       | Elsa N'Guessan Dauphins Toulouse OEC           | 25 s 17       |
| 100 m      | Alena Popchanka Lagardère Paris Racing         | 53 s 68                   | Elsa N'Guessan Dauphins Toulouse OEC                                   | 54 s 49       | Mylène Lazare ASPTT Montpellier                | 54 s 98       |
| 200 m      | Coralie Balmy Dauphins Toulouse OEC            | 1 min 53 s 18 RM RE RF RC | Camille Muffat Olympic Nice Natation                                   | 1 min 54 s 39 | Aurore Mongel Mulhouse ON                      | 1 min 56 s 79 |
| 400 m      | Coralie Balmy Dauphins Toulouse OEC            | 3 min 56 s 35 RC          | Camille Muffat Olympic Nice Natation                                   | 3 min 59 s 80 | Ophélie-Cyrielle Étienne Dauphins Toulouse OEC | 4 min 6 s 21  |
| 800 m      | Ophélie-Cyrielle Étienne Dauphins Toulouse OEC | 8 min 24 s 73             | Joanne Andraca AC Hyères                                               | 8 min 28 s 55 | Margaux Fabre Canet 66 Natation                | 8 min 30 s 84 |
| Papillon   |                                                |                           |                                                                        |               |                                                |               |
| 50 m       | Diane Bui Duyet CN Marseille                   | 25 s 56 RF RC             | Mélanie Henique Amiens Métropole Natation                              | 26 s 43       | Alena Popchanka Lagardère Paris Racing         | 26 s 67       |
| 100 m      | Diane Bui Duyet CN Marseille                   | 56 s 86 RF RC             | Aurore Mongel Mulhouse Olympic Natation                                | 57 s 69       | Magali Rousseau Canet 66 Natation              | 59 s 40       |
| 200 m      | Aurore Mongel Mulhouse Olympic Natation        | 2 min 4 s 97 RF RC        | Magali Rousseau Canet 66 Natation                                      | 2 min 9 s 37  | Léa Giraudon CN 95 Ézanville                   | 2 min 10 s 34 |
| Dos        |                                                |                           |                                                                        |               |                                                |               |
| 50 m       | Laure Manaudou CN Marseille                    | 27 s 30 RC                | Alexiane Castel Dauphins Toulouse OEC                                  | 28 s 05       | Cloé Crédeville Canet 66 Natation              | 28 s 43       |
| 100 m      | Laure Manaudou CN Marseille                    | 57 s 99 RC                | Alexiane Castel Dauphins Toulouse OEC                                  | 58 s 85       | Cloé Crédeville Canet 66 Natation              | 1 min 0 s 22  |
| 200 m      | Alexiane Castel Dauphins Toulouse OEC          | 2 min 03 s 22 RF RC       | Cloé Crédeville Canet 66 Natation                                      | 2 min 08 s 65 | Laure Manaudou CN Marseille                    | 2 min 08 s 69 |
| Brasse     |                                                |                           |                                                                        |               |                                                |               |
| 50 m       | Fanny Babou CNS Saint-Esthèphe                 | 31 s 80                   | Adeline Williams Olympique Nouméa                                      | 32 s 05       | Julia Vendeville Lagardère Paris Racing        | 32 s 10       |
| 100 m      | Sophie de Ronchi ES Massy Natation             | 1 min 05 s 56 RF RC       | Fanny Babou CNS Saint-Esthèphe Julia Vendeville Lagardère Paris Racing | 1 min 08 s 25 |                                                |               |
| 200 m      | Sophie de Ronchi ES Massy Natation             | 2 min 22 s 90 RF          | Fanny Babou CNS Saint-Esthèphe                                         | 2 min 27 s 91 | Julia Vendeville Lagardère Paris Racing        | 2 min 28 s 05 |
| 4 nages    |                                                |                           |                                                                        |               |                                                |               |
| 100 m      | Camille Muffat Olympic Nice Natation           | 1 min 00 s 14 RF RC       | Sophie de Ronchi ES Massy Natation                                     | 1 min 00 s 59 | Charlie Marqueton Lagardère Paris Racing       | 1 min 02 s 35 |
| 200 m      | Camille Muffat Olympic Nice Natation           | 2 min 7 s 94 RF RC        | Sophie de Ronchi ES Massy Natation                                     | 2 min 9 s 10  | Lara Grangeon CN Calédoniens                   | 2 min 11 s 59 |
| 400 m      | Joanne Andraca AC Hyères                       | 4 min 32 s 16             | Lara Grangeon CN Calédoniens                                           | 4 min 41 s 94 | Marion Blanchard La Roche-sur-Yon Natation     | 4 min 43 s 72 |

Légendes : RM : record du monde, RE : record d'Europe, RF : record de France, RC : record des championnats

## Bilan des clubs
| club                   | or | argent | bronze | finalistes | total |
| ---------------------- | -- | ------ | ------ | ---------- | ----- |
| CN Marseille           | 8  | 2      | 6      | 31         | 47    |
| Lagardère Paris Racing | 4  | 4      | 4      | 26         | 38    |
| Canet 66 Natation      | 1  | 3      | 5      | 12         | 21    |
| Mulhouse ON            | 2  | 4      | 1      | 13         | 20    |
| Dauphins Toulouse OEC  | 4  | 2      | 2      | 10         | 18    |
| CN Antibes             | 3  | 1      | 1      | 12         | 17    |
| ES Massy Natation      | 1  | 3      | -      | 13         | 17    |
| Olympic Nice Natation  | 3  | 4      | 1      | 7          | 15    |
| CN Le Havre            | 2  | 1      | -      | 3          | 6     |
| CNS Saint-Estève       | 1  | -      | 2      | 3          | 6     |
| AC Hyères              | 1  | -      | 1      | 3          | 5     |
| Montpellier ANUC       | 1  | -      | -      | 3          | 4     |

Source : site de la FFN